# Jevgenij Nikolajevič Čirikov
Jevgenij Nikolajevič Čirikov (rusky Евгений Николаевич Чириков, 5. srpna 1864 Kazaň – 18. ledna 1932 Praha) byl ruský prozaik, dramatik a publicista.

## Biografie
Pocházel ze šlechtické rodiny. Jeho otec byl vysloužilým armádním důstojníkem, později pracoval jako policejní úředník. Roku 1883 Čirikov úspěšně ukončil studium na gymnáziu v Kazani a nastoupil na tamější univerzitu. Zpočátku navštěvoval právnickou fakultu, o rok později přešel na fakultu matematickou. V prosinci roku 1887 byl spolu s Vladimirem Iljičem Leninem jedním z účastníků studentského shromáždění, za což byl vyloučen z univerzity a poslán do vyhnanství do Nižního Novgorodu. Po této události přišel o právo pobývat v univerzitních městech. Již během svých studií na gymnáziu se připojil ke společenskému hnutí narodnictví, později byl ovlivňován myšlenkami marxismu.
Za pokus o obnovení činnosti organizace Narodnaja volja byl Čirikov roku 1890 zatčen. Následující období jeho života (1887–1902) se neslo ve znamení neustálého stěhování. Pobýval ve městech Caricyn, Astrachaň, Kazaň, Samara, Minsk, kde byl pod neustálým policejním dohledem. Čirikov často měnil zaměstnání a veškerý svůj volný čas věnoval literatuře. Od roku 1907 žil v Petrohradě.
Během první světové války působil jako válečný dopisovatel listu Russkoje slovo (Русское слово). Únorovou revoluci přijal, k říjnové revoluci však zaujal nepřátelské stanovisko. Průběh revoluce Čirikova přiměl přehodnotit své dosavadní politické názory a přestat podporovat extrémní politická uskupení. Ve svých článcích psal o potlačování demokracie a krutosti bolševického režimu. Nespokojenost s tehdejší společenskou situací přiměla Čirikova přesídlit se společně se svou manželkou, herečkou Valentinou (rozenou Grigorjevovou), do Rostova na Donu, později na Krym. V listopadu roku 1920 se ze Sevastopolu vydal do Konstantinopole a začátkem roku 1921 do Sofie. Jeho další zastávkou se stala Praha, kde byl populární již dlouho před svým příjezdem. Byl jedním z hlavních představitelů Výboru zaměřeného na zlepšení života ruských spisovatelů a novinářů působících v ČSR (rusky Комитет по улучшению быта русских писателей и журналистов, проживающих в Чехословакии) a rovněž stálým členem Svazu ruských spisovatelů a novinářů v ČSR (rusky Союз русских писателей и журналистов в ЧСР). Na konci roku 1922 se přestěhoval do obce Všenory, od roku 1928 žil v Praze Dejvicích.
Jevgenij Nikolajevič Čirikov zemřel 18. ledna roku 1932 v Praze, pohřben je na pravoslavném hřbitově na Olšanech. Mezi osobnostmi, které se přišly se spisovatelem naposledy rozloučit, byli například představitelé českých a ruských organizací, vědci či poslanec Národního shromáždění ČSR Karel Kramář. Edvard Beneš, tehdejší ministr zahraničních věcí ČSR, zaslal manželce Jevgenije Čirikova soustrastný dopis.

## Dílo
Debutoval povídkou Ryžij (rusky Рыжий), která byla uveřejněna roku 1886 v listu Volžskij vestnik (rusky Волжский вестник). Čirikov působil v provinčních novinách Astrachanskij vestnik (Астраханский вестник), Astrachanskij listok (Астраханский листок) či Samarskij vestnik (Самарский вестник).
Obvyklým tématem Čirikových próz z 90. let je život na ruském venkově, např. V lese (В лесу, 1896). V novelách Invalidé (Инвалиды, 1897) a Cizinci (Чужестранцы, 1899) spisovatel podrobil kritice narodnickou ideologii. V jeho tvorbě se můžeme často setkat s autobiografickými prvky – hlavními postavami některých jeho děl jsou studenti, kteří byli za své politické názory vyloučeni ze školy a následně byli nuceni žít ve vyhnanství, např. Ztracený syn (Блудный сын, 1889).
V prvních letech 20. století se autor ve svých dílech zabýval intimní, milostnou či rodinnou tematikou, např. Román v kleci (Роман в клетке, 1902), Květy vzpomínek (Цветы воспоминаний, 1910–1912). Ve stejném období začal Čirikov pracovat na svých prvních dramatech. Obzvláště velký ohlas měla divadelní hra pod názvem Židé (Евреи, 1903), kterou uváděla divadla ve více než 40 městech. Čirikov napsal několik her odehrávajících se v prostředí maloměsta, např. Za slávou (За славой, 1903), Ivan Mironyč (Иван Мироныч, 1904) či společenské drama Mužici (Мужики, 1906).
V Československu publikoval fejetony na aktuální společenská a politická témata, vydal tři romány a 35 povídek, které vyšly ve formě sborníků. Velkou popularitu u čtenářů získal román Šelma pekelná (Зверь из бездны), který vyšel jak v českém, tak i v ruském jazyce. Autor v knize odsuzuje tzv. rudý a bílý teror, organizovaný během občanské války v Rusku. V Československu publikoval, např. rodinnou kroniku Otcův dům (Отчий дом, 1929) či sbírku povídek Mezi nebem a zemí (Между небом и землей, 1927).
Autorovy knihy byly přeloženy do čínštiny, finštiny, polštiny, nizozemštiny a celé řady jiných jazyků. Jeho hry inscenovala divadla v Německu, Rakousko-Uhersku, Švýcarsku a USA.

### Česká vydání
- Tuláček a jiné povídky, nakladatelství Josefa R. Vilímka, Praha 1906
- Pod dozorem, Knihovna slovanských autorů (B. Minaříková, S. Minařík), 1909
- Vyhnanství, nakladatelství Josefa R. Vilímka, Praha 1917, přeložil Václav Podhorský
- Mládí, nakladatelství Josefa R. Vilímka, Praha 1917, přeložil Emerich Čech
- Návrat, nakladatelství Josefa R. Vilímka, Praha 1918, přeložil Emerich Čech
- Cizinci, nakladatelství Josefa R. Vilímka, Praha 1920
- Uštvané duše, nakladatelství Josefa R. Vilímka, Praha 1921, přeložil Emerich Čech
- Tánino štěstí, nakladatelství Josefa R. Vilímka, Praha 1922, přeložil Emerich Čech
- Ztracený syn, nakladatelství Josefa R. Vilímka, Praha 1922
- Šelma pekelná, Ottovo nakladatelství, Praha 1924
- Láska komisaře Muravěva, nakladatelství Josefa R. Vilímka, Praha 1925
- Ozvěna mládí, nakladatelství Josefa R. Vilímka, Praha 1927, přeložil Emerich Čech
- Spoutaný život, nakladatelství Josefa R. Vilímka, Praha 1927, přeložil Emerich Čech
- Rodina, nakladatelství Josefa R. Vilímka, Praha 1928
- Na prahu života, nakladatel Josef R. Vilímek v Praze, přeložil Emerich Čech